# Claudio Stoessel
Claudio Stoessel (23 de mayo de 2002) es un deportista de Alemania que compite en atletismo. Ganó una medalla de bronce en el Campeonato Europeo de Atletismo Sub-20 de 2021, en la prueba de lanzamiento de peso.